# جیتکس

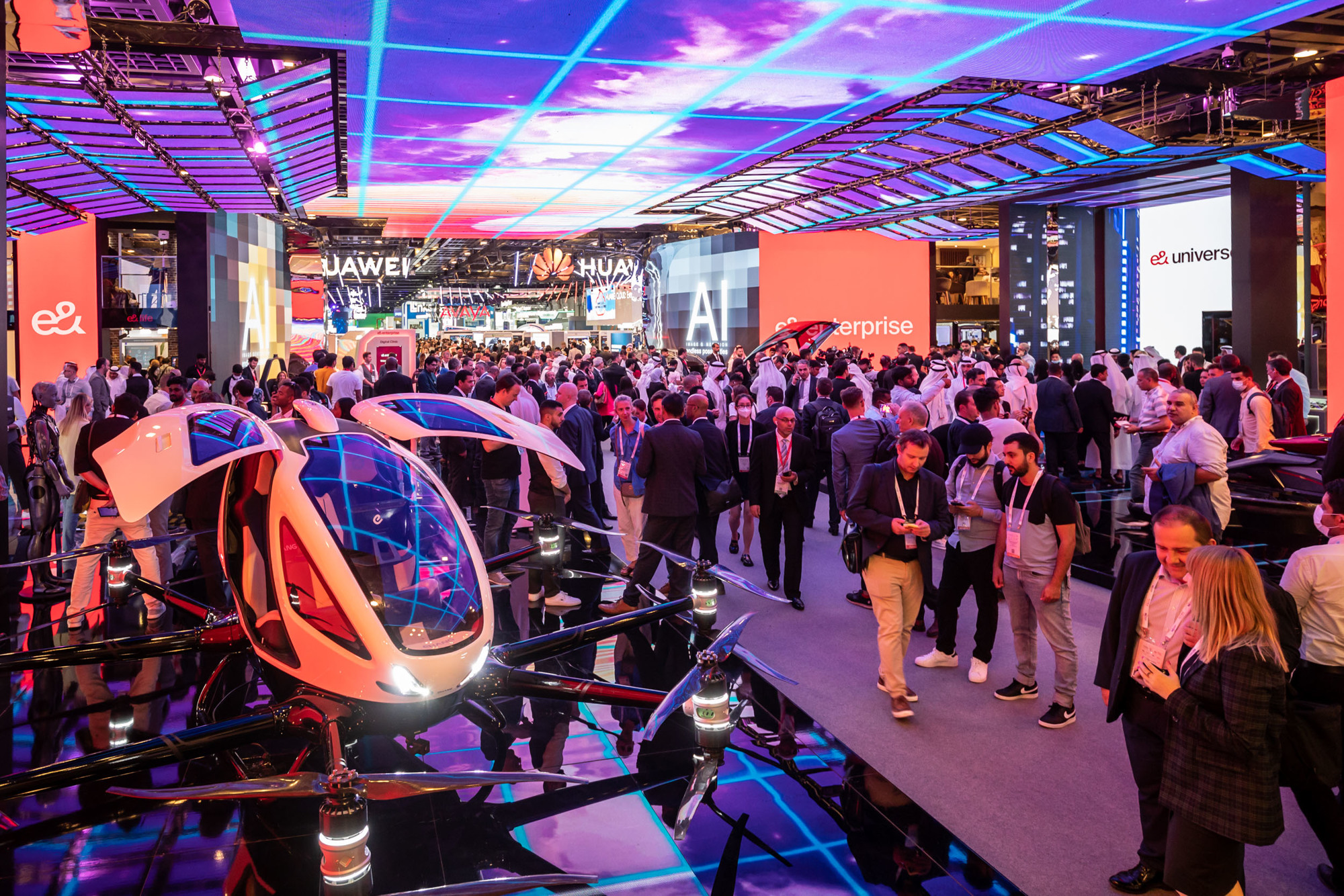
جیتکس ۲۰۲۲

نمایشگاه فناوری اطلاعات و ارتباطات جیتکس بزرگترین رویداد فناوری و استارتاپی صنعت آی‌سی‌تی در خاورمیانه و شمال آفریقاست که از سال ۱۹۸۱ میلادی در دبی برگزار می‌شود و تاکنون به گونه‌ای رشد و توسعه یافته تا بتواند یکی از تأثیرگذارترین رویدادهای مرتبط با فناوری روز دنیا باشد. هرساله نمایندگانی از کشورهای مختلف جهان از قاره‌های آسیا، اروپا، آمریکا، آفریقا و اقیانوسیه در نمایشگاه جهانی جیتکس به ارائه آخرین محصولات و دستاوردهای خود در مرکز تجارت جهانی دبی می‌پردازند. محصولات و خدمات ارائه شده در جیتکس در زمینه‌های گوناگون نظیر هوش مصنوعی، مراکز داده، پهپادها، چاپ سه بعدی، ربات‌ها، تکنولوژی صوتی، لوازم جانبی، بازی‌های رایانه ای، سخت‌افزار و نرم‌افزار، خدمات اینترنت، خدمات فناوری و لپ تاپ و... به نمایش می‌آیند. از دیگر مزایای نمایشگاه جیتکس می‌توان به ایجاد ارتباطات قوی و مؤثر در صنعت ICT نام برد.
طبق اطلاعات آماری، نمایشگاه جیتکس در سال ۲۰۲۳ با مشارکت بیش از ۶۰۰۰ غرفه‌گذار، ۱۸۰۰ استارتاپ، ۱۰۰۰ سرمایه‌گذار، ۱۸۷۰۰۰ بازدیدکننده از ۱۸۰ کشور، ۳۵۰ نهاد دولتی، ۱۷۸۵ رسانه از سراسر جهان و ۱۸۰۰ سخنران برپا گردید. از اهداف حضور بازدیدکنندگان ملاقات با رهبران و بزرگان فناوری جهان و آشنایی با آخرین دستاوردها و نوآوری صنعت فاوا می باشد.